# Costa (Pante Macassar)
Costa ist ein osttimoresischer Suco im Verwaltungsamt Pante Macassar (Sonderverwaltungsregion Oe-Cusse Ambeno).

## Geographie

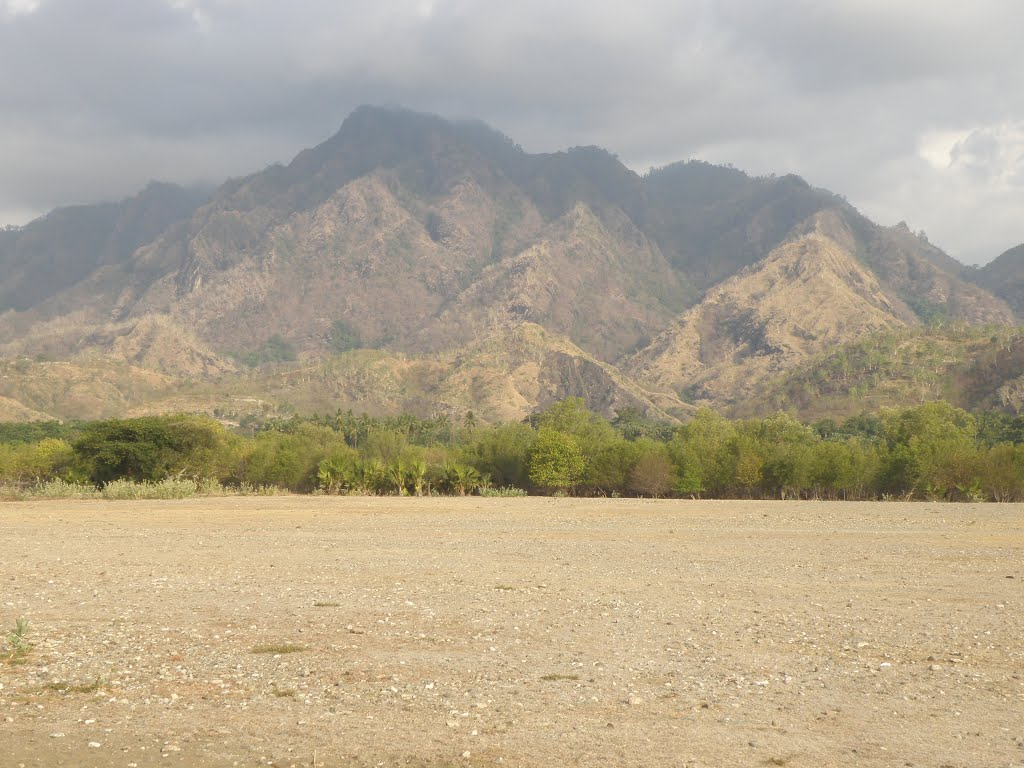
Weideland und Hügel westlich von Pante Macassar

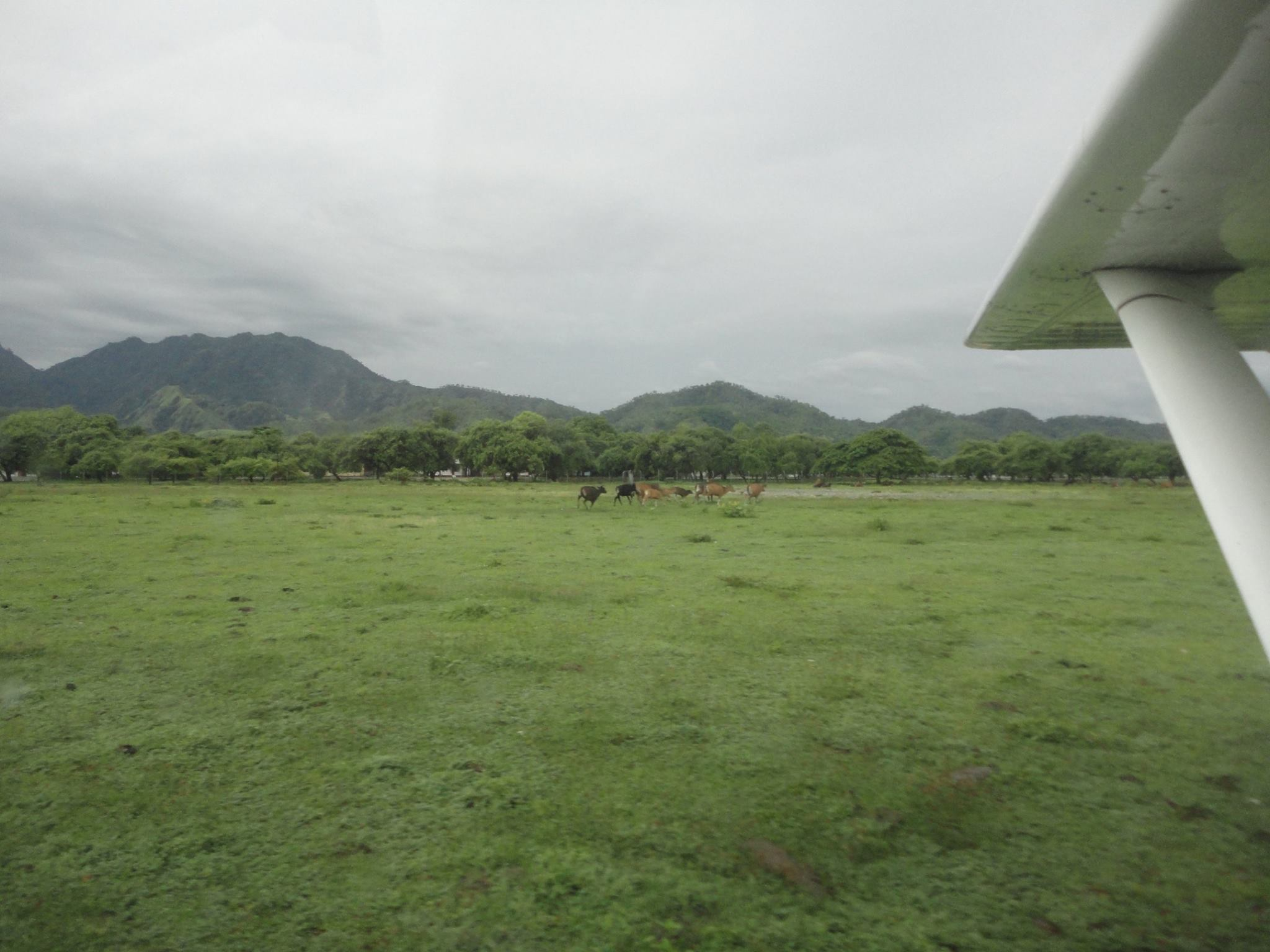
Flugfeld von Palaban vor seinem Ausbau zum Flughafen

Vor der Gebietsreform 2015 hatte Costa eine Fläche von 85,27 km². Nun sind es 78,04 km². Der Suco liegt im Osten des Verwaltungsamts Pante Macassar an der Sawusee. Westlich befinden sich die Sucos Lifau, Lalisuc, Bobocasse und Naimeco. Östlich befindet sich der Suco Nipane, Im Südosten grenzt Costa an den Nachbarstaat Indonesien. Im Zentrum des Sucos entspringt der Bussi, ein Nebenfluss des Tonos, der auch den Nordwesten Costas durchfließt. Der Tono ist der größte Fluss von Oe-Cusse Ambeno.
An der Küste liegt im Suco die Gemeindehauptstadt Pante Macassar. In direkter Nachbarschaft dazu liegen entlang der Küste die Orte Misi, Oebau, Oetulu, Santa Rosa (Santaroja), Palaban, Numbai (Nunbai), Oesono, Nisapenu, Santacrus (Santa Cruz), Sumlili, Mahata, Kiantabun (Kuantabun), Kuatnana, Masin, Fulolo und Semoro. Durch die Orte führt eine Überlandstraße nach Citrana im Westen und Meobola im Osten. Eine weitere Überlandstraße führt nach Passabe im Süden. Im Zentrum des Sucos befinden sich die Dörfer Buneu (Bune'o) und Cutete (Kutete), am Fluss Bussi weiter südlich die Dörfer Bussi, Kinat (Quinat), Qefto und Taolen. An der Südspitze liegen die Orte Oemasia (Oemasin) und Lacufoan (Laucfoan, Laukfoan).
Im Ort Pante Macassar und den angrenzenden Siedlungen befinden sich eine Bankfiliale, zwei Vorschulen, fünf Grundschulen, zwei Schulen zur Vorbereitung auf die Sekundärstufe (eine davon, die Escola Pre-Secundaria Katolika Pante Macassar), drei Sekundärschulen, ein Hubschrauberlandeplatz, ein Krankenhaus und eine Polizeistation. Weitere Grundschulen gibt es in Cutete, Kinat (Escola Primaria Kinat) und Lacufoan. Lacufoan hat zudem einen Hubschrauberlandeplatz für Notfälle und Kinat eine medizinische Station. Der Flughafen Oecusse entstand zwischen 2014 und 2019 auf dem ehemaligen Flugfeld Palaban.
Der Mahata-Iwao-Kitahara-Hafen, benannt nach Iwao Kitahara, dem ehemaligen japanischen Botschafter in Osttimor, wurde 2013 in Mahata eingeweiht. Er hat die Kapazität um 16.000 Tonnen Fracht jährlich umzuschlagen. Gebaut wurde er mit Hilfe der Japan International Cooperation Agency (JICA).
Im Suco befinden sich die fünf Aldeia Lacufoan, Mahata, Oesono, Oetfo und Sanane.

## Einwohner

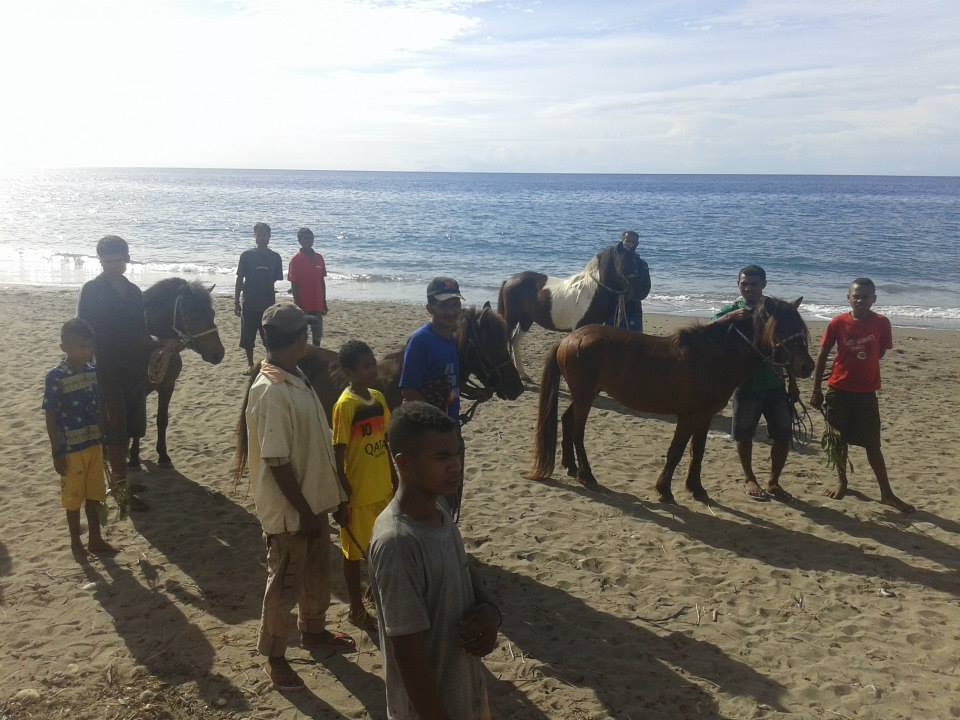
Traditionelles Pferderennen am Strand von Palaban

In Costa leben 16.783 Einwohner (2022), davon sind 8.563 Männer und 8.220 Frauen. 15.240 von ihnen wohnen in einer urbanen Umgebung, 30.175 im ländlichen Teil des Sucos. Im Suco gibt es 3.556 Haushalte. Fast 85 % der Einwohner geben Baikeno als ihre Muttersprache an. 11 % sprechen Tetum Prasa und eine Minderheit Tetum Terik.

## Geschichte
Oesono ist der Sitz der traditionellen Herrscher (Usif) von Oe-Cusse, die heute von der Familie der Costas gestellt werden. Das Reich nahm die Küste und den Osten von Oe-Cusse Ambeno ein. Ab 1912 waren die Costas auch dem Herrscher von Ambeno im Westen und Süden der Exklave übergeordnet. Bis zum Aussterben der Familie der Hornay teilte ein kleiner Fluss in der Stadt die Territorien der beiden Topassedynastien. Danach dehnte sich das Territorium der Costas im Westen bis Lifau aus.
Während der Unruhen von 1999, die dem Unabhängigkeitsreferendum folgten, war Pante Macassar Ziel pro-indonesischer Milizen unterstützt vom indonesischen Militär. 
Am 27. August bewarfen Mitglieder der Milizen Besi Merah Putih und Sakunar mit Steinen die ganze Nacht und den folgenden Tag das Büro des CNRT, der Dachorganisation der osttimoresischen Freiheitsbewegung. Als die CNRT Polizeischutz anforderte, stellte sich die indonesische Polizei hinter die Milizen auf und eröffnete das Feuer auf das CNRT-Büro. Sechs Personen wurden getötet. Das Gebäude wurde komplett zerstört, weitere Gebäude im benachbarten Santa Rosa niedergebrannt. Am 18. September wurden in Pante Macassar willkürlich Häuser angezündet. Verschont wurden nur zwei katholische Kirchen und der Ort Mahata. Über 5000 Menschen versammelten sich unter dem Schutz des amerikanischen Pfarrers Richard Daschbach in einem Flüchtlingslager in Cutete. Dort wurden sie am 23. September von der Sakunar angegriffen. Die Unterkünfte wurden niedergebrannt, zwei Menschen erschossen und die Flüchtlinge vertrieben. Der 14-jährige Fredolino José Landos da Cruz Buno Sila (Lafu) lief daraufhin zu Fuß von Cutete durch das indonesische Westtimor bis nach Osttimor, um die dortigen UN-Behörden über die Zustände in Oe-Cusse Ambeno zu informieren, woraufhin die internationale Eingreiftruppe INTERFET eingesetzt wurde, um auch in der Exklave wieder für Ruhe und Ordnung zu sorgen.

## Politik
Bei den Wahlen von 2004/2005 wurde Constancio Suni zum Chefe de Suco gewählt. Bei den Wahlen 2009 gewann Aleixo Abi und wurde 2016 in seinem Amt bestätigt.

## Tourismus

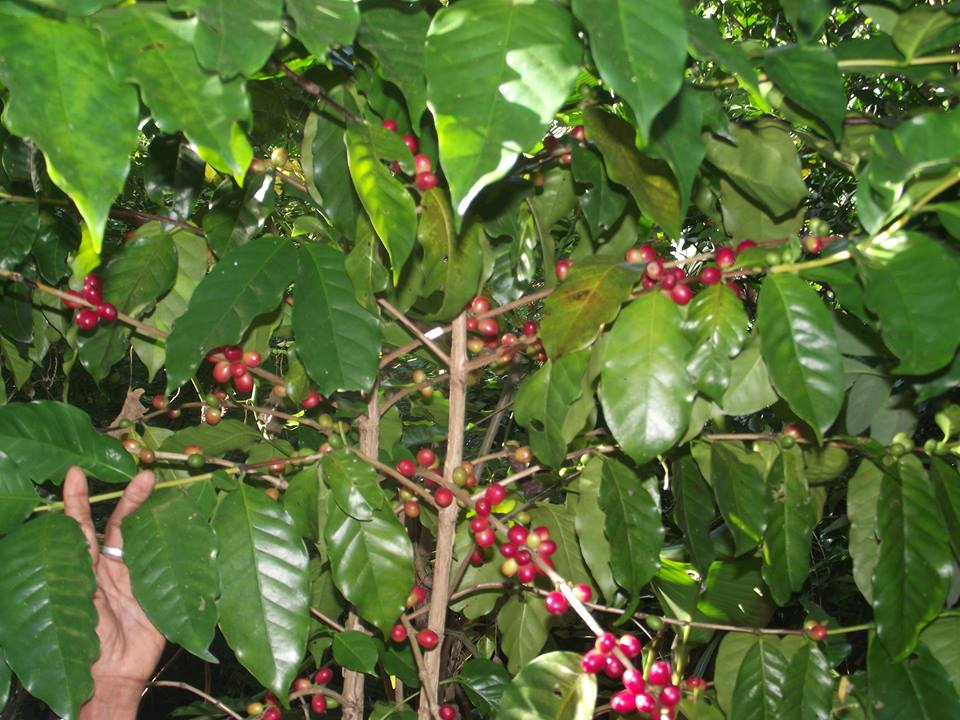
Kaffee in Cutete

Am Pantai Mahata liegt ein Riff, an dem man Schnorcheln und Tauchen kann. Zwischen Oktober und November ziehen auf dem Meer Wale vorbei.